# Комаром
Ко́маром (ˈkomaːrom, угор. Komárom; лат. Brigetio, пізніше Comaromium; словац. Komárno; хорв. Komoran; нім. Komorn, серб. Коморан или Komoran) — місто на північному заході Угорщини, у медьє Комаром-Естергом. До 1918 року Комаром і Комарно були єдиним містом. Після розпаду Австро-Угорщини місто було розділено й більша частина відійшла до Словаччини.
Населення Комарома за даними на 2006 рік — 19 659 осіб.

## Пам'ятки
- Форти Ігманд, Моноштор та Чіллаг Комарненської фортеці

## Міста-побратими
Комаром є містом-побратимом:
- Комарно, Словаччина
- Ліето, Фінляндія
- Наумбург, Німеччина
- Гратвайн-Штрасенгель, Австрія
- Себеш, Румунія
- Сосновець, Польща
- Хуст, Україна

| Угорщина | Це незавершена стаття з географії Угорщини. Ви можете допомогти проєкту, виправивши або дописавши її. |

1. ↑  Komárom bemutatása - Komárom Város weboldala. www.komarom.hu. Процитовано 9 квітня 2025.
2. ↑  Új testvérvárosi megállapodást kötünk. www.komarom.hu. Процитовано 9 квітня 2025.